# Luigi Abate
Luigi Abate o Luigi dell'Abate (XV secolo – XVI secolo) è stato un pittore italiano.

## Biografia
Vissuto a Napoli, è menzionato come autore di alcuni affreschi presso il chiostro della Chiesa di Santa Maria la Nova che però vennero completamente ridipinti nel XVIII secolo. La documentazione dell'epoca mostra come fu anche autore di bandiere, stendardi e vessilli e che assieme a Francesco Pappalettere si occupò della costruzione di una volta nel monastero di San Giovanni di Capua. Alcune fonti lo ritengono figlio del pittore Agnello Abate.